# Excalibur Almaz
Excalibur Almaz je soukromá společnost zabývající se vesmírnými lety. Společnost plánuje provozování orbitálních letů s posádkou pomocí modernizovaných ruských kosmických lodí TKS a vypuštění několika vesmírných stanic odvozených od ruských stanic Almaz. Hodlá se zaměřit na vesmírnou turistiku a poskytování testovací základny pro experimenty v prostředí mikrogravitace.

## Vesmírné lodě
Orbitální modul je upravená ruská kosmická loď TKS. Podobá se americké lodi programu Gemini, je však trojmístná a opakovatelně použitelná. Pro dopravu na orbitu může využít několik typů nosných raket. Kabina je také vybavena nouzovým únikovým systémem, pro zajištění bezpečnosti posádky při startu. Přistání může probíhat na zemi nebo na vodě, pro zpomalení sestupu jsou využity padáky a zpětné rakety.
Orbitální stanice konstrukčně vychází z ruského projektu vojenských stanic Almaz. Podobné moduly jsou použity u vesmírných stanic jako ISS a ruských stanic Saljut a Mir, to proto, že původní návrh modulů Almaz (Saljut 2,3 a 5) byl použit jako základní modul stanic ISS (viz Zarja) a MIR. Podle plánů má stanice disponovat největším oknem, které kdy bylo umístěno na vesmírném plavidle.

## Společnost
Excalibur Almaz sídlí ve městě Douglas na ostrově Man a má kanceláře v Houstonu a v Moskvě. Společnost vlastní kosmickou loď, ostatní zařízení a služby si však pronajímá.
Zakladateli společnosti jsou: výkonný ředitel a odborník na vesmírné právo Art Dula, finanční ředitel a veterán komerčních vesmírných letů Buckner Hightower a marketingový vicepresident Chris Stott. Velitel vesmírných operací je Leroy Chiao, bývalý astronaut NASA a velitel Expedice 10 Mezinárodní vesmírné stanice. V dozorčí radě zasedá mnoho veteránů z oblasti kosmického výzkumu a letectví, včetně bývalých kosmonautů Vladimir Titova a Jurije Glazkova.